# Bűnözési hullám (film)
A Bűnözési hullám (eredeti angol címén: Crimewave) 1985-ben bemutatott amerikai film Sam Raimi rendezésében. A film forgatókönyvét Sam Raimi a Coen testvérekkel közösen írta. A főbb szerepekben Reed Birney, Paul L. Smith, Louise Lasser, Brion James, és Bruce Campbell láthatóak. Bruce Campbell egyben a film producere is volt.
Előzlőleg Sam Raimi 1981-ben készült filmjének, a Gonosz halottnak a sikere után döntötte el Raimi és Campbell, hogy egy újabb projektben is együtt fognak dolgozni. Joel Coan volt a Gonosz halott egyik vágója, illetve a forgatókönyvön is dolgozott Raimival.
Ezt követően azonban a film készítése során nehézségek adódtak, kifutottak a költségvetésből, ezért az Embassy Pictures stúdió nem engedte Raiminak, hogy ő fejezze be a film vágását.
A Bűnözési hullám a mozikban megbukott. Egyetlen hétig volt műsoron az amerikai bemutató után.

## Cselekmény
A film úgy kezdődik, hogy a halálra ítélt Victor Ajax (Reed Birney) a villamosszékbe kerül. A film cselekménye ezután egyetlen hosszú flashback arra, hogyan jutott Victor idáig onnan, hogy a Trend-Odegard Security egyszerű alkalmazottja volt. Mr Trend (Edward R. Pressman), aki a vállalat társtulajdonosa, megtudta, hogy üzlettársa el akarja adni a céget, és ezért felbérelt két bérgyilkost (Brion James, Paul Smith), hogy akadályozzák meg Odegard tervét. Ezután úgy intézi, hogy Victor, aki biztonsági őr Trend cégénél, aznap este leginkább azzal legyen elfoglalva, hogy álmai asszonyát keresi, akit meg is vél találni Nancy (Sheree J. Wilson) személyében, jóllehet Nancy Renaldoba (Bruce Campbell) szerelmes.
A bérgyilkosok el is végzik a feladatukat, azonban a tervbe egy kis hiba csúszik Mrs. Trend (Louise Lasser) jóvoltából, így a gyilkosságoknak több áldozata is lesz, többek között Mr Trend sem éli túl az estét. Amikor már Nancy is a bérgyilkosok célpontjávé válik, egy hosszú üldözéses küzdelem végén Victor megmenti a lányt. Az üldözés végén azonban a bérgyilkosok is meghalnak, így azután később az összes gyilkossággal Victort vádolják.
A film végén újra a villamosszékes jelenethez térünk vissza. Amíg a kivégzés előkészületei zajlanak Nancy egy apácákkal teli autóval őrült tempóban igyekszik időben megérkezni, hogy az utolsó pillanatban tanúskodni tudjon Victor ártatlansága mellett. Ez természetesen sikerül is neki, és a film happy enddel zárul, Victor feleségül veszi álmai asszonyát.